# 京浜蒲田商店街あすと
京浜蒲田商店街あすと（けいひんかまたしょうてんがいあすと）は、東京都大田区蒲田4丁目に位置する商店街である。京急蒲田駅西口から西へ300メートルほど続くアーケード街および、それと交差並びに並行する道路沿いの商店から構成されている。京急蒲田駅からJR蒲田駅へ抜ける道沿いにあるため、朝夕は通勤客などで賑わう。また、居酒屋やラーメン店など飲食店が多いのも特徴である。
アーケードには「京急蒲田」と表記されているが、商店街協同組合の名称は「京浜蒲田」（1987年までの京急蒲田駅の旧称に由来）である。

## 再開発
京浜急行蒲田駅周辺連続立体交差化工事に連動する形で、大田区によって京急蒲田駅西口の再開発が計画されている。このため、アーケード街の西口に面したエリアを含む約1.0haが立ち退き対象となっており、ロータリーならびに複合ビルが建設される予定である。このため2010年から移転をする店舗が出始めてきた。これに伴いアーケード部分が50mほど短縮される見込みである。また反対側のJR寄りも再開発に伴うマンション建設が進んでおり、商店街の規模は縮小気味である。